# Inès de La Fressange
Inès de Seignard de La Fressange dite Inès de La Fressange, née le 11 août 1957 à Gassin, dans le Var, est un ancien mannequin français des années 1980, égérie de Chanel, styliste de mode, de bijoux et de parfums, femme d'affaires et journaliste de mode pour le magazine Marie-Claire.

## Biographie

### Famille et enfance
Inès de La Fressange est née dans une famille anoblie en 1439. À cette famille appartient Henri de Saignard de La Fressange, député au XIXe siècle. Elle est la fille d'André de Seignard de La Fressange, conseiller en investissements, et de Cecilia Sánchez-Cirez, d'origine argentine (proche parente des deux présidents de la République de Colombie Alfonso López Pumarejo et Alfonso López Michelsen). Elle devint mannequin, défilant pour Guy Laroche « afin de payer ses séances de psychanalyse chez Jacques Lacan ».
Sa famille paternelle, issue de l'ancienne noblesse française, possédait la seigneurie de La Fressange, dans le Velay, en Auvergne, sur la commune de Saint-Didier-en-Velay. Son oncle, Hubert de La Fressange, né en 1923, est mort pour la France le 2 octobre 1944 à Anglemont (88700) alors qu'il participait à la libération de la localité dans les rangs du 1er régiment de marche de spahis marocains de la 2e division blindée. Sa grand-mère, née Simone Lazard, de la famille de banquiers (Banque Lazard), devint à son premier mariage la « marquise » Paul de La Fressange. Après la mort de son mari, elle épousa successivement Maurice Petsche puis Louis Jacquinot, deux ministres de la IVe République.
Inès de La Fressange a un frère aîné, Emmanuel, et un frère cadet, Ivan. Elle est écolière à l’institution de la Tournelle de Courgent, puis élève à l’institut Notre-Dame de Mantes-la-Jolie dans les Yvelines où elle obtient son baccalauréat à seize ans avant d'entrer à l’École du Louvre à Paris.

### Carrière
Elle débute en 1975 à l'âge de dix-sept ans une carrière de mannequin. Elle est vite surnommée par certains « le mannequin qui parle », en raison de sa propension à discuter en plein défilé avec les journalistes présents et à afficher ses opinions sur son métier et sur la mode. La même année, photographiée par Oliviero Toscani elle apparaît pour la première fois dans le magazine Elle, puis défile pour Thierry Mugler et d'autres couturiers.
De 1983 à 1989, Karl Lagerfeld la choisit comme égérie de la maison de haute couture Chanel à Paris eu égard à sa remarquable ressemblance physique avec Coco Chanel, fondatrice de la maison Chanel, disparue en 1971. Elle est le premier mannequin à signer un contrat d'exclusivité avec une maison de haute couture et à devenir une star ultra-médiatisée et populaire de l'histoire de la mode, véritable icône des années 1980 par son omniprésence.
Elle est choisie en 1989 comme modèle du buste de Marianne (symbole de la Nation dans toutes les mairies françaises). En raison de son contrat d'exclusivité, Lagerfeld lui demande de refuser de poser en Marianne déclarant : « Je ne veux pas habiller un monument, c'est trop vulgaire ! » Elle pose tout de même. Son contrat est cassé après une bataille judiciaire.
En 1991, associée financièrement avec le groupe de luxe Orcofi, elle crée sa griffe, « Inès de la Fressange », installe et ouvre sa propre boutique de prêt-à-porter, d'articles divers et de parfums à l'endroit même où habitait son grand-père, au 12 de l'avenue Montaigne dans le 8e arrondissement de Paris. Le succès est immédiat en France comme aux États-Unis et au Japon.
En décembre 1999, en raison d'une dilution du capital, elle est licenciée de sa propre société dont elle n'est pas actionnaire majoritaire, ses coactionnaires majoritaires prenant le prétexte qu'elle avait dessiné un pilulier pour la Jouvence de l'Abbé Soury. Elle perd les droits d’usage de ses nom, prénom et image qu'elle tente de recouvrer tout au long de cinq ans d'un vain combat judiciaire, la cour de cassation censurant un arrêt de la cour d'appel de Paris du 15 décembre 2004, déclarant son action irrecevable.
En octobre 2002, chez Hachette Littérature, elle publie son autobiographie, Profession Mannequin, coécrite avec Marianne Mairesse, journaliste au magazine Marie-Claire.
En 2002, avec Bruno Frisoni comme directeur artistique, elle rejoint la marque Roger Vivier pour prendre en charge l'aménagement des boutiques de cette maison et en devenir l'ambassadrice. En 2013, elle préface un livre sur l'univers Roger Vivier aux éditions Rizzoli.
Pour ses 50 ans, elle fait la une de couverture de l'hebdomadaire Elle (no 3240 du 4 février 2008).
Elle coécrit en 2010 La Parisienne (best-seller paru dans vingt pays) avec la journaliste Sophie Gachet.
En 2013, elle retrouve l'usage de la marque qui porte son nom, 14 ans après en avoir été écartée. Elle reprend la direction artistique de sa griffe, grâce au rachat de cette dernière par de nouveaux investisseurs rassemblés par Fabrice Boé, directeur de la publication chez Prisma Media.
En mars 2014, elle signe une collection pour Uniqlo,. La même année, la marque Inès de la Fressange collabore avec Citroën sur la DS 3, partenariat reconduit en 2017.
Le 5 mars 2015, elle lance une lettre d'information, La Lettre d'Inès.

### Engagements
Inès de La Fressange soutient l'action de l'association Orphelinats d'Afrique. Elle est aussi la marraine de l'association Mécénat Chirurgie cardiaque, qui permet à des enfants de pays défavorisés de venir se faire opérer du cœur en France.

### Vie privée
À 33 ans, elle épouse le 19 juin 1990 à Tarascon Luigi d’Urso, un homme d'affaires et marchand d'art italien (c'est lui qui a lancé en France la mode des mocassins à picots), avec lequel elle a deux filles, Nine Marie, née le 27 février 1994, et Violette Marie, née le 6 août 1999,.
Le 23 mars 2006, son mari meurt à l'âge de 55 ans d'un malaise cardiaque à son domicile.
Depuis 2009, elle est en couple avec Denis Olivennes, ancien patron, de fin 2010 à l'été 2017, d'Europe 1.

### Distinctions
Elle reçoit le 22 janvier 2010 la médaille de Vermeil de la Ville de Paris.
En 2015, elle est nommée aux Globes de Cristal dans la catégorie Meilleur créateur de mode.

## Affaires judiciaires

### Contentieux immobilier
Inès de La Fressange est condamnée le 17 août 2015 par la cour d'appel d'Aix-en-Provence à faire démolir une maison de 100 m2, construite près de sa piscine, en contrebas de son habitation principale, sur sa propriété. Cette annexe est, en effet, construite sans permis dans la zone naturelle protégée de la Montagnette près de Tarascon,,,. Les deux tiers seulement de la construction ayant été détruits, l'affaire rebondit en 2016 puis en 2017.
Finalement, le 14 décembre 2017, le tribunal administratif de Marseille rejette la requête en annulation déposée contre le permis de construire accordé a posteriori pour régulariser la construction restante, en jugeant que « l'association [requérante] "n'établit pas que le maire de Tarascon aurait commis une erreur manifeste d'appréciation en délivrant ce permis de construire" ni qu'Inès de la Fressange "aurait bénéficié de sa notoriété", voire d'un "détournement de pouvoir". »

### Contentieux prud'hommal
En 2015, son ex-gouvernante l'assigne devant le conseil de prud'hommes pour travail dissimulé et licenciement abusif.
L'affaire est soldée en 2016 par un accord transactionnel devant les juges, selon des conditions financières entre les deux parties qui sont restées confidentielles.

## Publications
- Profession mannequin, autobiographie coécrite avec Marianne Mairesse[35], Hachette Littératures, 2002
- Avec Sophie Gachet[36] (photogr. Benoît Peverelli), La Parisienne, Paris, Flammarion, coll. « Décoration », octobre 2010, 238 p. (ISBN 978-2-08-124449-8, présentation en ligne)
- Avec Sophie Gachet, Mon Paris, Flammarion, 2015
- Avec Sophie Gachet, Comment je m'habille aujourd'hui ?, Flammarion, 2016

#### Ouvrage
- Jérôme Sagnard, La Famille de Sagnard de La Fressange, une famille noble à Saint-Didier-en-Velay (Haute-Loire) de 1627 à nos jours, 2000

#### Presse
- Marianne Mairesse, « Inès de la Fressange : la belle allure ! », Marie Claire,‎ août 2012, p. 48 à 52 (ISSN 0025-3049)
- Caroline de Bodinat, « Ines à la folie ! », Rencontre, sur lefigaro.fr, Le Figaro Madame, 2 août 2012 (consulté le 9 août 2012)
- « "La Parisienne idéale" - Inès de la Fressange, classique et rock and roll », sur ParisMatch.com, 10 juillet 2014 (consulté le 9 novembre 2014)

### Radio
- 18 janvier 1983 : passage dans l'émission Le Tribunal des flagrants délires diffusée sur France Inter Le réquisitoire que lui consacre Pierre Desproges est disponible sur le disque Les Réquisitoires du tribunal des flagrants délires volume 3 du coffret intégral aux éditions Tôt ou Tard paru en 2001.